# Лорел (Делавер)
Лорел (енгл. Laurel) град је у Округу Сасекс у америчкој савезној држави Делавер. По попису становништва из 2010. у њему је живело 3.708 становника

## Демографија
| Група             | 2000.         | 2010.         |
| Белци             | 2.013 (54,9%) | 1.677 (45,2%) |
| Афроамериканци    | 1.446 (39,4%) | 1.513 (40,8%) |
| Азијати           | 35 (1,0%)     | 34 (0,9%)     |
| Хиспаноамериканци | 85 (2,3%)     | 329 (8,9%)    |
| Укупно            | 3.668         | 3.708         |